# Selbsttötungsklausel
Als Selbsttötungsklausel (auch Suizidklausel, veraltet: „Selbstmordklausel“) wird die Klausel eines Lebensversicherungs-Vertrags bezeichnet, mit der die Auszahlung bzw. Nichtauszahlung der Versicherungssumme bei Suizid des Versicherten geregelt ist.

## Inhalt
Häufig wird mit der Suizidklausel eine Karenzzeit ab Vertragsabschluss festgelegt. Wenn der Versicherte innerhalb der Karenzzeit Suizid begeht, wird nur der Rückkaufswert der Versicherung ausgezahlt, also im Wesentlichen die bis dato eingezahlten Prämien abzüglich der Vertriebs- und Verwaltungskosten. Erst nach Ablauf der Karenzzeit wird die volle Versicherungssumme ausgezahlt.
Neben der Länge der Karenzzeit unterscheiden sich Suizidklauseln im Umgang mit dem Suizid in einem Geisteszustand, der die freie Willensbestimmung einschränkt. Die nachträgliche Feststellung des Vorliegens einer solchen Einschränkung ist eine schwierige Aufgabe für die Forensik, Psychiatrie und Versicherungsmedizin, die bei einem Rechtsstreit regelmäßig durch Gutachten gelöst wird.
Wenn ein sterbender oder schwerstkranker Versicherter von der Sterbehilfe Gebrauch macht, ist die Anwendbarkeit einer Suizidklausel rechtlich zumindest umstritten. Einerseits liegt bei der Bestimmung eines Dritten zum aktiven Sterbehelfer Vorsatz vor, soweit der Versicherte noch im Besitz der geistigen Kräfte ist. Dies würde im Ergebnis eine Wertung als Suizid erlauben. Andererseits scheint es ethisch fragwürdig, einen sterbenden Menschen dazu zu zwingen, die letzten Wochen seines Lebens unter Schmerzen zu verbringen, um nicht die Absicherung seiner Familie aufs Spiel zu setzen, wenn im Ergebnis so oder so der Tod folgt. Noch komplizierter wird die Bewertung, wenn der Sterbehelfer selbst Nutznießer der Lebensversicherung ist, entweder direkt als Begünstigter oder indirekt als Erbe.
In der Rechtsprechung wird die Beweislast für das Vorliegen eines Suizids sowie für die Einschränkung der freien Willensbestimmung entweder dem Versicherer oder dem Begünstigten auferlegt.

## Zweck
Durch eine Versicherungsklausel können Versicherer Personen von der Leistung ausschließen, deren Entschluss zum Suizid bei Abschluss des Versicherungsvertrages bereits feststeht und die auf Kosten der Versichertengemeinschaft für ihre Hinterbliebenen sorgen wollen. Eine entsprechende Möglichkeit wäre eine Form des Moral Hazard. Im Analogschluss wird auch eine Feuerversicherung nicht leisten, wenn der Versicherungsnehmer das versicherte Haus nach Vertragsabschluss vorsätzlich anzündet. Zudem wird argumentiert, dass eine entsprechend leicht und sofort verfügbare Absicherung der Hinterbliebenen die Neigung zum Suizid noch bestärken würde, was nicht im Sinne der Rechtsordnung sein kann.

## Vertragliche und gesetzliche Regelung
Die Suizidklausel findet sich meist in den Versicherungsbedingungen bzw. in den Allgemeinen Versicherungsbedingungen (AVB), in vielen Ländern ist sie auch gesetzlich geregelt.

### Deutschland
In Deutschland ist die Suizidklausel in § 161 VVG (2008) gesetzlich bestimmt; die Karenzzeit wird darin seit der Gesetzesnovelle von 2008 auf drei Jahre festgelegt.
Vor 2008 war mit § 169 VVG (alte Fassung) der Leistungsausschluss ohne Karenzzeit geregelt. Für Versicherungsverträge, die vor Inkrafttreten der VVG-Novelle am 1. Januar 2008 abgeschlossen wurden, gelten die alten gesetzlichen Bestimmungen in diesem Punkt fort. Jedoch hatten auch vor 2008 die meisten deutschen Versicherer entsprechende Karenzzeiten in ihre Bedingungen aufgenommen. Die Allgemeinen Bedingungen für die Risikolebensversicherung des Gesamtverbands der Deutschen Versicherungswirtschaft (GDV) mit Stand vom 25. Oktober 2012 setzen die Vorgaben des reformierten § 161 VVG (2008) vollständig um, gehen aber auch nicht darüber hinaus.

### Österreich
In Österreich stellt § 169 VersVG zwar den Versicherer bei Suizid grundsätzlich von der Leistung frei, jedoch hat sich in der Praxis der Versicherungsbedingungen auch dort die dreijährige Karenzzeit durchgesetzt. Die Musterbedingungen Personenversicherung des Verbands der Versicherungsunternehmen Österreichs (VVO) legen eine Frist von drei Jahren „nach Abschluss, Wiederherstellung oder einer die Leistungspflicht des Versicherers erweiternden Änderung des Vertrages“ fest, binnen derer bei Suizid nur der Rückkaufswert oder der Wert der Deckungsrückstellung ausgezahlt wird. Danach wird voll geleistet. Wenn der Suizid innerhalb der Karenzzeit in einem die „freie Willensbestimmung ausschließenden Zustand krankhafter Störung der Geistestätigkeit“ begangen wurde, greift diese Selbsttötungsklausel nicht, d. h. die Versicherungssumme wird voll ausgezahlt. Allerdings liegt die Beweislast dafür beim Begünstigten.

### Schweiz
In der Schweiz ist die Karenzzeit auf drei Jahre festgelegt. Eine 1979 veröffentlichte Vergleichsstudie der Suizidalität von Lebensversicherten und Gesamtbevölkerung ging der Frage nach, warum von 1970 bis 1974 in der Schweiz ungefähr 2 % aller Todesfälle in der Gesamtbevölkerung auf Suizid zurückging, während im Kollektiv der Lebensversicherten dieser Anteil dreimal höher lag.

### Andere Länder
In einer Reihe von Ländern mit islamischer Bevölkerungsmehrheit werden im Sinne des islamischen Finanzwesens Versicherungen nach den Gesetzen der Schari'a nicht nur angeboten, sondern auch in großer Zahl abgeschlossen und staatlich reguliert. Insbesondere ist das im Sudan, in Pakistan, Iran, Saudi-Arabien und in Malaysia der Fall. Die islamische Form der Lebensversicherung wird als Takaful bezeichnet und ist praktisch eine Form der Versicherung auf Gegenseitigkeit. Es gibt nach den islamischen Regeln für Takaful kein generelles Verbot der Auszahlung bei Suizid. Jedoch schließen einige Takaful-Anbieter die Auszahlung in diesem Fall ganz aus, oder verlangen eine Karenzzeit von einem Jahr nach Abschluss.

## Geschichte
Die Risikolebensversicherung im heutigen Sinn entstand gegen Ende des 16. Jahrhunderts in England. Die erste urkundlich erhaltene Lebensversicherung wurde 1583 in London auf das Leben von „William[s] Gybbon[s]“ mit einer Laufzeit von einem Jahr abgeschlossen. Gybbons verstarb 364 Tage später und die Versicherung verweigerte die Auszahlung. Durch den folgenden Zivilprozess ist der Vertrag überliefert. Diese frühen Lebensversicherungen wurden zwischen persönlich miteinander bekannten Geschäftsleuten oder Handwerkern abgeschlossen (Gilden, Händler usw.), deren Geschäftsbeziehungen auf Reputation und Vertrauen beruhten.
Das änderte sich mit der Anfang des 18. Jahrhunderts sprunghaft wachsenden Anzahl von Versicherungen gegen Feuer und Tod. Londons damals größte Versicherung Hand-in-Hand hielt in den 1720er Jahren mehr als zehntausend Feuer-Policen. Unter solchen Umständen war es den Direktoren und Underwritern einer Versicherung nicht möglich, jeden Versicherten und dessen Reputation persönlich zu kennen. Die daraus resultierende Form des Moral Hazard wurde schnell erkannt: adverse Selektion (Kranke schließen eher Lebensversicherungen ab als Gesunde) und dezidierter Betrug. Die Antwort der Versicherer war neben der Untersuchung des Antragstellers durch Ärzte und der Rücksprache mit vertrauenswürdigen Personen aus dem Umfeld des Antragstellers (z. B. Pfarrer oder Notare) die Rückversicherung sowie die Verschärfung der Auszahlungsbedingungen.
Bald setzten sich Suizidklauseln durch, mit denen die Auszahlung bei Tod durch die eigene Hand oder bei Hinrichtung ausgeschlossen wurde. Diese Klauseln schlossen teilweise auch die Zahlung bei Todesfall infolge eines Duelles aus, das wie ein Verbrechen mit Todesstrafe als Folge eigenen Handelns galt. Die London Assurance führte 1769 nach langer Debatte eine Suizidklausel für alle Verträge ein. Die Definition des Suizids hing allerdings von der offiziellen Erklärung der Todesursache ab. Wenn ein Tod aus eigener Hand als „felo de se“ (Verbrechen gegen sich selbst) galt, so verfiel nicht nur die Lebensversicherung, sondern der Verstorbene verlor das Recht auf ein „christliches Begräbnis“, und sein Erbe ging in Staatsbesitz über. Diese Regeln glichen dem Vorgehen bei hingerichteten Verbrechern.
Im Amerika vor der Unabhängigkeitserklärung begann der Verkauf von Lebensversicherungen durch die Presbyterianische Kirche, die 1759 die Corporation for Relief of Poor and Distressed Widows and Children of Presbyterian Ministers gründete, welche Lebensversicherungen für presbyterianische Pastoren anbot. Dieses Datum gilt als der Beginn der Lebensversicherungsbranche in den USA. Ende der 1760er Jahre waren Lebensversicherungen auch außerhalb der Kirche verfügbar. Zwischen 1787 und 1837 wurden mehr als zwanzig Lebensversicherungsunternehmen gegründet, von denen jedoch nur fünf überlebten. Die Vertragsbedingungen der amerikanischen Versicherungen glichen anfangs den englischen Vorbildern bis aufs Wort. So enthielten die Standardvertragsbedingungen der 1823 gegründeten Massachusetts Hospital Life Insurance Company folgenden Passus:

“…in case he shall die by his own hand, in, or in consequence of a duel, or by the hands of justice, […], this Policy shall be void, null, and of no effect.”

„…sollte die versicherte Person durch eigene Hand sterben, in, oder in Folge eines Duells, oder durch Hinrichtung in Folge eines Gerichtsurteils, […], dann ist diese Police nichtig.“

Obwohl die Policen anderer Lebensversicherer ähnliche Klauseln enthielten, war die Abweisung von Ansprüchen der Hinterbliebenen auf Basis einer solchen Suizidklausel schwierig durchzusetzen.